# IMADEC

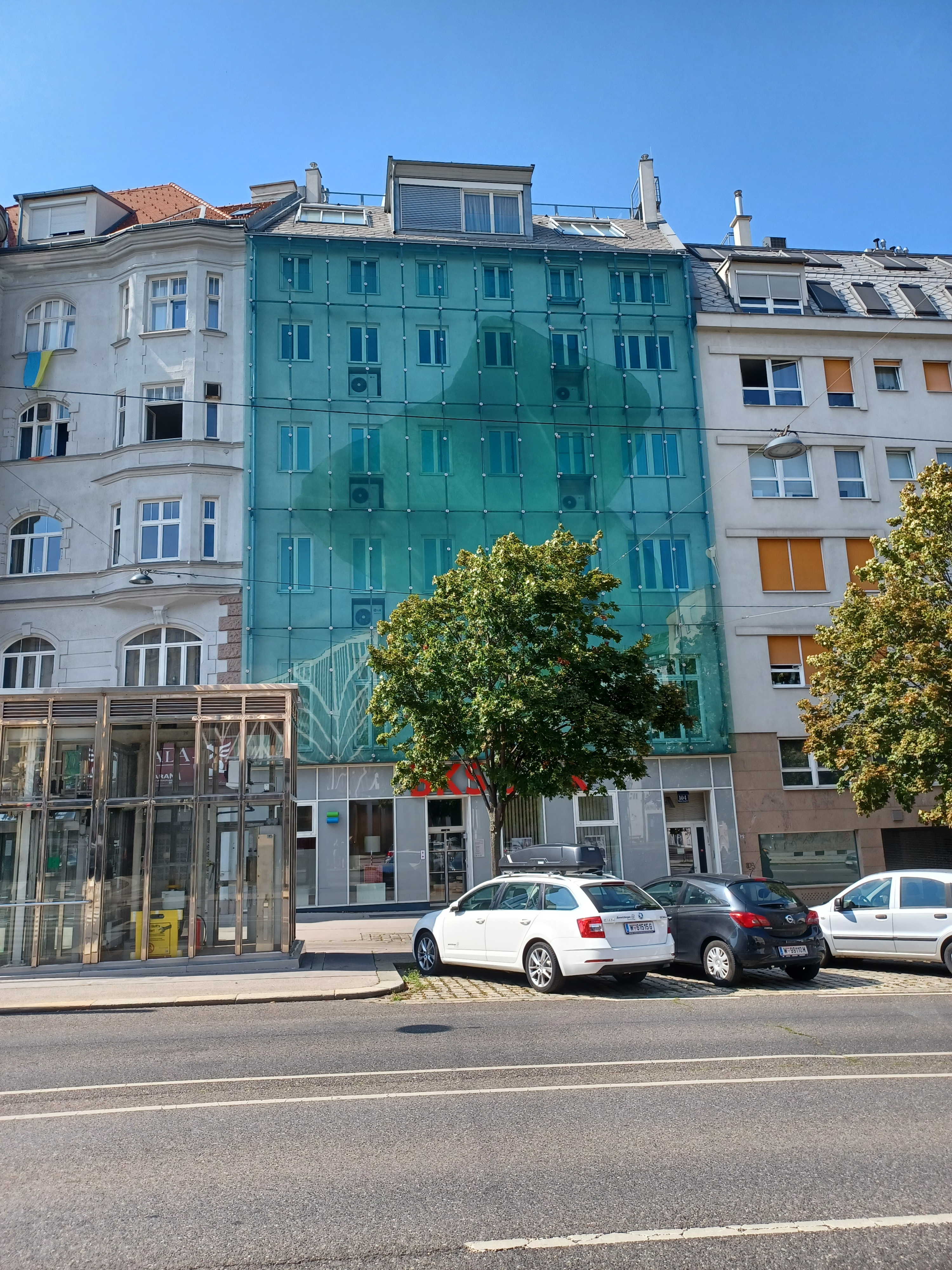
Sitz von IMADEC in der Wiedner Hauptstraße in Wien

IMADEC (vollständiger Firmenwortlaut: IMADEC Executive Education GmbH) ist ein privater Anbieter von berufsbegleitender Weiterbildung für Führungskräfte in Wien, Österreich.

## Geschichte
IMADEC wurde 1991 als International Management Development Consulting gegründet. In den ersten Jahren war die Schule ein Partner der California State University, Hayward (CSUH); die akademischen Grade wurden zunächst nur von der CSUH verliehen. Ab 1996 wurde in Kooperation mit der Tageszeitung Die Presse der Internationale Gary S. Becker Preis für innovative wirtschaftswissenschaftliche Essays verliehen, die von einem Komitee aus internationalen Ökonomen und Wirtschaftstreibenden unter Leitung des Nobelpreisträgers ausgewählt wurden.
2001 wurde IMADEC als zweite Privatuniversität in Österreich akkreditiert.
Der Vertrag zwischen IMADEC und der California State University, Hayward wurde 2002 aufgelöst, da es zu Meinungsverschiedenheiten kam. Die Campuszeitung „The Pioneer“ schrieb, dass es dabei um finanzielle Angelegenheiten und akademische Qualifikationen von Professoren ging: so habe Joksch die Qualifikation des CSUH-Professors Kurt Leube bemängelt, andererseits wurde von Seite der CSUH das Management der IMADEC kritisiert.
Im Jahr 2005 verlor IMADEC die staatliche Anerkennung, nachdem eine ganze Reihe von Mängeln beanstandet wurde. „Betroffen waren sowohl die Personalstruktur, die Organisations- und Entscheidungsstrukturen, das Qualitätssicherungssystem sowie die mittelfristige finanzielle Sicherung, die nicht ausreichend nachgewiesen werden konnten“, so der Akkreditierungsrat.

### Beginn mit Lehrgängen universitären Charakters
Im September 1999 bekam IMADEC in Österreich das Recht, einen Lehrgang universitären Charakters mit dem akademischen Grad MBA anzubieten. Dieses MBA-Programm war von 1996 bis Anfang 2005 auch durch die FIBAA akkreditiert.

### Zeitweilige Akkreditierung als Privatuniversität
IMADECs staatliche Akkreditierung als Privatuniversität mit drei postgradualen Studiengängen begann am 2. Januar 2001 und war vorerst auf 5 Jahre befristet (2001–2006: IMADEC Privatuniversität). Die Verlängerung wurde kurz vor Fristende beantragt, die Akkreditierung lief aber am 1. Januar 2006 ab. Im Mai 2006 wurde der Antrag erstmals abgewiesen: begründet wurde dies mit fehlenden Unterlagen. Trotz Nachreichen verschiedener Unterlagen lehnte der österreichische Akkreditierungsrat den Antrag auf neuerliche Akkreditierung im August 2006 endgültig ab, da die Voraussetzungen nach § 2 Abs. 1 UniAkkG nicht erfüllt wurden.
Der Akkreditierungsrat erwirkte beim Handelsgericht Wien im Jahr 2007 eine Löschung des unzulässigen Firmenwortlauts IMADEC University.

### Rechtswidrige Vergabe von Ehrentiteln
Am 28. April 2006 entschied der österreichische Verwaltungsgerichtshof, dass ein im Jahr 2003 von IMADEC an Alexandre Lamfalussy verliehenes Ehrendoktorat (honorary Doctor of Business Administration, abgekürzt DBA) rechtswidrig war, da Privatuniversitäten keine Ehrengrade verleihen dürfen. Die Verleihung von akademischen Graden wird im UniAkkG nur im Zusammenhang mit Studienabschlüssen normiert und sieht keine Regelung über die Verleihung von akademischen Ehrungen vor. Damit sind andere durch IMADEC verliehene Ehrendoktorate ebenfalls als ungültig anzusehen, welche unter anderem Arnold Schwarzenegger (DBA), Franz Vranitzky (DBA), Wim Duisenberg (DBA) und Siegbert Alber (LL.D.) erhalten hatten (vgl. ausführlicher hier). Nach aktueller Interpretation des Urteils sind damit auch sämtliche anderen durch IMADEC verliehenen akademischen Ehrengrade wie MLE h.c., MBA h.c., LL.M. h.c., aber auch akademische Ehrentitel wie Ehrensenator oder Ehrenbürger ungültig.
Trotzdem wurde im Oktober 2011 bei einer Graduierungsfeier dem ehemaligen mexikanischen Präsidenten Vicente Fox ein Ehrendoktorat (Doctor of Laws) verliehen.

### Entwicklung nach Verlust des Universitätsstatus
Am 28. August 2006 entschied das österreichische Bundesministerium für Unterricht, Wissenschaft und Kultur, dass die drei Studienprogramme der IMADEC als Lehrgänge universitären Charakters weitergeführt werden dürfen. Diese Form staatlicher Anerkennung sollte ursprünglich mit Ende 2010 auslaufen, wurde im Februar 2010 aber bis Ende 2012 verlängert. Anträge auf Genehmigung von Lehrgängen universitären Charakters konnten nur bis Ende 2003 gestellt werden. Da IMADEC damals den Status einer Privatuniversität hatte, wären Anträge auch für Universitätslehrgänge an den Akkreditierungsrat zu richten gewesen. Nach Angaben des Akkreditierungsrates wurde der Antrag auf Reakkreditierung erst kurz zuvor eingebracht.

### Insolvenzverfahren
Am 18. Juni 2010 wurde am Handelsgericht Wien auf Antrag einer Gläubigerin der Konkurs über die IMADEC Executive Education GmbH eröffnet. Am 26. August 2010 wurde vom Gericht ein Sanierungsplan angenommen und der Konkurs aufgehoben. Demnach erhielten die Gläubiger binnen 2 Jahren in mehreren Raten 100 % ihrer Forderungen.
Am 13. Oktober 2014 wurde ein neuerliches Insolvenzverfahren mangels Masse abgewiesen.

### Eigentümer
IMADEC ist eine Gesellschaft mit beschränkter Haftung; der genaue Firmenwortlaut änderte sich mehrmals. Im Lauf der Jahre waren verschiedene Eigentümer beteiligt. Aktuell (2012) ist Geschäftsführer Christian Joksch absoluter Mehrheitseigentümer, andere Gesellschafter sind nur mit geringen Einlagen beteiligt.